# یانا کونیتسکایا
یانا کونیتسکایا (انگلیسی: Yana Kunitskaya؛ زادهٔ ۱۱ نوامبر ۱۹۸۹) تکواندوکار، ورزشکار هنرهای رزمی ترکیبی و کشتی‌گیر اهل روسیه است.